# Clasificación para el Campeonato Europeo de Baloncesto Masculino de 2017
La fase de clasificación para el Campeonato Europeo de Baloncesto Masculino de 2017 determinó a las 24 selecciones de baloncesto que se clasificaron para el Eurobasket que se celebró en agosto y septiembre de 2017.

## Formato
En esta ronda participaron 27 países, aquellos que aún no se habían clasificado automáticamente, compitiendo por 11 plazas. Las 13 restantes estaban asignadas, por una parte, a los cuatro anfitriones (Finlandia, Israel, Rumanía y Turquía), al campeón y subcampeón del Eurobasket 2015 (España y Lituania, respectivamente), y a los países clasificados para los Torneos Preolímpicos de 2016 (los anfitriones, Serbia e Italia, y los cinco siguientes clasificados: Francia, Grecia, República Checa, Letonia, Croacia).
Los 27 equipos se dividieron en seis grupos de cuatro equipos cada uno, y uno más de tres equipos, clasificándose para el Eurobasket 2017 los primeros clasificados de cada grupo, junto con los cuatro mejores segundos clasificados.  Kosovo hizo su debut en competición oficial internacional.
Los cabeza de serie se definieron en base a los resultados del último Eurobasket o los clasificatorios. 
| Bombo 1                                                              | Bombo 2                                                                       | Bombo 3                                                           | Bombo 4                                             |
| -------------------------------------------------------------------- | ----------------------------------------------------------------------------- | ----------------------------------------------------------------- | --------------------------------------------------- |
| Polonia Eslovenia Bélgica Georgia Rusia Alemania Macedonia del Norte | Estonia Países Bajos Ucrania Bosnia y Herzegovina Islandia Hungría Montenegro | Austria Suecia Bielorrusia Suiza Bulgaria Gran Bretaña Eslovaquia | Portugal Dinamarca Luxemburgo Chipre Albania Kosovo |

## Grupos
Todas las horas se muestran en el horario local

### Grupo A
| Pos. | Equipo   | PJ | G | P | GF  | GC  | DG  | Pts | Clasificación   |       | BEL   | ISL   | CYP   | SUI   |
| ---- | -------- | -- | - | - | --- | --- | --- | --- | --------------- | ----- | ----- | ----- | ----- | ----- |
| 1    | Bélgica  | 6  | 5 | 1 | 459 | 361 | +98 | 11  | Eurobasket 2017 |       | —     | 80–65 | 65–46 | 87–49 |
| 2    | Islandia | 6  | 4 | 2 | 466 | 429 | +37 | 10  | Eurobasket 2017 |       | 74–68 | —     | 84–62 | 88–72 |
| 3    | Chipre   | 6  | 2 | 4 | 399 | 450 | −51 | 8   |                 |       | 55–72 | 64–75 | —     | 92–78 |
| 4    | Suiza    | 6  | 1 | 5 | 430 | 514 | −84 | 7   |                 | 72–87 | 83–80 | 76–80 | —     |       |

 Fuente: FIBA
Criterios de clasificación: 1) Puntos; 2) Enfrentamientos directos; 3) Diferencia de puntos; 4) Puntos anotados.
| 31 de agosto de 2016 | Bélgica                                                        | 65–46                                | Chipre                                                            | Amberes                                                                                                   |  |
| 18:00                | Parciales: 16–11, 20–9, 13–14, 16–12                           | Parciales: 16–11, 20–9, 13–14, 16–12 | Parciales: 16–11, 20–9, 13–14, 16–12                              | |  |
|                      | Estadísticas de Zeeuw 12 Iarochevitch 8 de Zeeuw 8 de Zeeuw 17 | Reporte Pts Reb Asts Val             | Estadísticas 13 Koronides 4 cuatro jugadores 4 Panteli 15 Panteli | Pabellón: Lotto Arena Asistencia: 1200 espectadores Árbitros: Vicente Bultó Gentian Cici Zdenko Tomašovič |  |

| 31 de agosto de 2016 | Islandia                                                                 | 88–72                                 | Suiza                                             | Reikiavik |  |
| 19:30                | Parciales: 24–16, 23–13, 17–25, 24–18                                    | Parciales: 24–16, 23–13, 17–25, 24–18 | Parciales: 24–16, 23–13, 17–25, 24–18             | |  |
|                      | Estadísticas Vilhjalmsson 16 Bæringsson 9 Vilhjalmsson 8 Vilhjalmsson 21 | Reporte Pts Reb Asts Val              | Estadísticas 19 Mlađan 8 Mladjan Savoy 5 Savoy 18 | Pabellón: Laugardalshöll Asistencia: 2100 espectadores Árbitros: Petri Mäntylä Saverio Lanzarini Torkild Rodsand |  |

| 3 de septiembre de 2016 | Chipre                                                                       | 64–75                                 | Islandia                                                                           | Nicosia |  |
| 17:00                   | Parciales: 19–19, 13–12, 15–25, 17–19                                        | Parciales: 19–19, 13–12, 15–25, 17–19 | Parciales: 19–19, 13–12, 15–25, 17–19                                              | |  |
|                         | Estadísticas Koronides, Panteli 9 King 6 Koronides, Pantouris 2 Trisokkas 14 | Reporte Pts Reb Asts Val              | Estadísticas 21 Hermannsson 10 Bæringsson 6 Bæringsson, Hermannsson 29 Hermannsson | Pabellón: Pabellón cubierto Eleftheria Asistencia: 1000 espectadores Árbitros: Seffi Shemmesh Ingus Baumanis Aleksander Pavlov |  |

| 3 de septiembre de 2016 | Suiza                                                           | 72–87                                 | Bélgica                                             | Friburgo |  |
| 17:30                   | Parciales: 16–24, 20–17, 23–26, 13–20                           | Parciales: 16–24, 20–17, 23–26, 13–20 | Parciales: 16–24, 20–17, 23–26, 13–20               | |  |
|                         | Estadísticas Mlađan, Ramseier 15 Cotture 6 Cotture 4 Cotture 13 | Reporte Pts Reb Asts Val              | Estadísticas 18 Obasohan 7 Tumba 6 Tabu 18 Obasohan | Pabellón: Site Sportif Saint-Léonard Asistencia: 1000 espectadores Árbitros: Miloš Koljenšić Andrei Sharapa Marko Vladic |  |

| 7 de septiembre de 2016 | Suiza                                                           | 76–80                                 | Chipre                                          | Friburgo |  |
| 19:30                   | Parciales: 25–18, 20–20, 15–18, 16–24                           | Parciales: 25–18, 20–20, 15–18, 16–24 | Parciales: 25–18, 20–20, 15–18, 16–24           | |  |
|                         | Estadísticas Ramseier 22 Ramseier 7 Savoy, Mlađan 3 Ramseier 22 | Reporte Pts Reb Asts Val              | Estadísticas 21 King 9 King 8 Koronides 29 King | Pabellón: Site Sportif Saint-Léonard Asistencia: 300 espectadores Árbitros: Boris Gabara Gavin Williams Dariusz Zapolski |  |

| 7 de septiembre de 2016 | Bélgica                                                | 80–65                                 | Islandia                                                                 | Amberes |  |
| 20:00                   | Parciales: 20–14, 20–25, 24–14, 16–12                  | Parciales: 20–14, 20–25, 24–14, 16–12 | Parciales: 20–14, 20–25, 24–14, 16–12                                    | |  |
|                         | Estadísticas de Zeeuw 22 de Zeeuw 9 Tabu 5 de Zeeuw 30 | Reporte Pts Reb Asts Val              | Estadísticas 21 Palsson 6 Bæringsson 7 Bæringsson 18 Bæringsson, Palsson | Pabellón: Lotto Arena Asistencia: 1200 espectadores Árbitros: Miguel Ángel Pérez Pérez Haris Bijedić Christof Madinger |  |

| 10 de septiembre de 2016 | Chipre                                          | 55–72                                 | Bélgica                                                              | Nicosia |  |
| 17:00                    | Parciales: 15–18, 25–23, 16–13, 27–26           | Parciales: 15–18, 25–23, 16–13, 27–26 | Parciales: 15–18, 25–23, 16–13, 27–26                                | |  |
|                          | Estadísticas Stylianou 15 King 5 King 3 King 11 | Reporte Pts Reb Asts Val              | Estadísticas 13 Boukichou 6 de Zeeuw, Tumba 3 tres jugadores 14 Tabu | Pabellón: Pabellón cubierto Eleftheria Asistencia: 1000 espectadores Árbitros: Uroš Obrknežević Ofer Manheim Milan Nedović |  |

| 10 de septiembre de 2016 | Suiza                                               | 83–80                                 | Islandia                                                                | Friburgo |  |
| 17:30                    | Parciales: 15–18, 25–23, 16–13, 27–26               | Parciales: 15–18, 25–23, 16–13, 27–26 | Parciales: 15–18, 25–23, 16–13, 27–26                                   | |  |
|                          | Estadísticas Ramseier 19 Kazadi 6 Savoy 7 Kazadi 21 | Reporte Pts Reb Asts Val              | Estadísticas 19 Hermannsson 11 Bæringsson 7 Vilhjálmsson 20 Hermannsson | Pabellón: Site Sportif Saint-Léonard Asistencia: 500 espectadores Árbitros: Fernando Calatrava Alija Ferevski Saulius Racys |  |

| 14 de septiembre de 2016 | Bélgica                                                    | 87–49                               | Suiza                                                      | Amberes |  |
| 20:00                    | Parciales: 19–9, 14–7, 32–17, 22–16                        | Parciales: 19–9, 14–7, 32–17, 22–16 | Parciales: 19–9, 14–7, 32–17, 22–16                        | |  |
|                          | Estadísticas Tabu 20 Tumba 13 tres jugadores 3 Obasohan 26 | Reporte Pts Reb Asts Val            | Estadísticas 9 Kazadi 5 Cotture 2 tres jugadores 7 Cotture | Pabellón: Lotto Arena Asistencia: 3000 espectadores Árbitros: Borys Shulga Michał Proc Gintaras Vitkauskas |  |

| 14 de septiembre de 2016 | Islandia                                                             | 84–62                                 | Chipre                                                       | Reikiavik                                                                                                   |  |
| 20:15                    | Parciales: 17–20, 25–16, 27–10, 15–16                                | Parciales: 17–20, 25–16, 27–10, 15–16 | Parciales: 17–20, 25–16, 27–10, 15–16                        | |  |
|                          | Estadísticas Bæringsson 18 Bæringsson 9 Vilhjálmsson 5 Bæringsson 28 | Reporte Pts Reb Asts Val              | Estadísticas 12 Sizopoulos 10 King 3 King, Koronides 20 King | Pabellón: Laugardalshöll Asistencia: 1600 espectadores Árbitros: Rain Peerandi Stanislav Kučera Paul Walton |  |

| 17 de septiembre de 2016 | Chipre                                                                             | 92–78                                 | Suiza                                              | Nicosia |  |
| 17:00                    | Parciales: 19–19, 18–22, 24–14, 31–23                                              | Parciales: 19–19, 18–22, 24–14, 31–23 | Parciales: 19–19, 18–22, 24–14, 31–23              | |  |
|                          | Estadísticas Stylianou 26 King, Theocharides 7 Koronides, Stylianou 5 Stylianou 25 | Reporte Pts Reb Asts Val              | Estadísticas 19 Savoy 9 Ramseier 6 Mlađan 25 Savoy | Pabellón: Pabellón cubierto Eleftheria Asistencia: 300 espectadores Árbitros: Radomir Vojinović Tamas Földhazi Luka Kardum |  |

| 17 de septiembre de 2016 | Islandia                                                                        | 74–68                                 | Bélgica                                                    | Reikiavik                                                                                                |  |
| 16:00                    | Parciales: 14–21, 20–16, 19–12, 21–19                                           | Parciales: 14–21, 20–16, 19–12, 21–19 | Parciales: 14–21, 20–16, 19–12, 21–19                      | |  |
|                          | Estadísticas Hermannsson 18 Bæringsson, Palsson 4 Vilhjálmsson 6 Hermannsson 24 | Reporte Pts Reb Asts Val              | Estadísticas 24 Salumu 8 Tabu 2 cuatro jugadores 21 Salumu | Pabellón: Laugardalshöll Asistencia: 2400 espectadores Árbitros: Haydn Jones Chris Dodds Torkild Rødsand |  |

### Grupo B
| Pos. | Equipo       | PJ | G | P | GF  | GC  | DG  | Pts | Clasificación   |         | GER   | NED   | AUT   | DEN    |
| ---- | ------------ | -- | - | - | --- | --- | --- | --- | --------------- | ------- | ----- | ----- | ----- | ------ |
| 1    | Alemania     | 6  | 4 | 2 | 495 | 423 | +72 | 10  | Eurobasket 2017 |         | —     | 71–75 | 78–58 | 101–74 |
| 2    | Países Bajos | 6  | 4 | 2 | 461 | 449 | +12 | 10  |                 |         | 51–82 | —     | 72–75 | 98–88  |
| 3    | Austria      | 6  | 2 | 4 | 411 | 438 | −27 | 8   |                 | 59–61   | 61–75 | —     | 86–66 |        |
| 4    | Dinamarca    | 6  | 2 | 4 | 492 | 549 | −57 | 8   |                 | 106–102 | 72–90 | 86–72 | —     |        |

 Fuente: FIBA
Criterios de clasificación: 1) Puntos; 2) Enfrentamientos directos; 3) Diferencia de puntos; 4) Puntos anotados.
Notas:
1. 1 2  Alemania 153–126 Países Bajos
2. 1 2  Austria 158–152 Dinamarca

| 31 de agosto de 2016 | Alemania                                                     | 101–74                                | Dinamarca                                           | Kiel |  |
| 19:30                | Parciales: 25–19, 27–19, 20–19, 29–17                        | Parciales: 25–19, 27–19, 20–19, 29–17 | Parciales: 25–19, 27–19, 20–19, 29–17               | |  |
|                      | Estadísticas Lô, Zipser 17 Pleiß 9 Doreth 8 Theis, Zipser 24 | Reporte Pts Reb Asts Val              | Estadísticas 18 Gilling 4 Zohore 4 Darboe 20 Zohore | Pabellón: Sparkassen-Arena Asistencia: 5045 espectadores Árbitros: Carlos Peruga Sigmundur Herbertsson Vladan Šundić |  |

| 31 de agosto de 2016 | Países Bajos                                             | 72–75                                 | Austria                                                               | Leiden |  |
| 20:00                | Parciales: 20–18, 14–25, 15–14, 23–18                    | Parciales: 20–18, 14–25, 15–14, 23–18 | Parciales: 20–18, 14–25, 15–14, 23–18                                 | |  |
|                      | Estadísticas W. de Jong 24 Kloof 8 Kloof 4 W. de Jong 29 | Reporte Pts Reb Asts Val              | Estadísticas 15 Mahalbašić 5 Schreiner 5 tres jugadores 18 Mahalbašić | Pabellón: Vijf Meihal Asistencia: 1000 espectadores Árbitros: Sreten Radović Aliaksandr Syrytsa Sergii Tyslenko |  |

| 3 de septiembre de 2016 | Dinamarca                                                    | 72–90                                 | Países Bajos                                                                       | Horsens |  |
| 19:00                   | Parciales: 13–28, 16–12, 15–27, 28–23                        | Parciales: 13–28, 16–12, 15–27, 28–23 | Parciales: 13–28, 16–12, 15–27, 28–23                                              | |  |
|                         | Estadísticas Voskuil 16 Zohore 7 tres jugadores 2 Voskuil 17 | Reporte Pts Reb Asts Val              | Estadísticas 15 W. de Jong 6 van der Mars 4 Schaftenaar 18 W. de Jong, Schaftenaar | Pabellón: Forum Horsens Asistencia: 748 espectadores Árbitros: Aleksandar Milojević Manuel Mazzoni Artūras Šukys |  |

| 3 de septiembre de 2016 | Austria                                                                  | 59–61                                | Alemania                                                  | Schwechat                                                                                                 |  |
| 20:20                   | Parciales: 25–16, 14–13, 14–13, 6–19                                     | Parciales: 25–16, 14–13, 14–13, 6–19 | Parciales: 25–16, 14–13, 14–13, 6–19                      | |  |
|                         | Estadísticas Mahalbašić 18 Mahalbašić 7 cuatro jugadores 3 Mahalbašić 23 | Reporte Pts Reb Asts Val             | Estadísticas 12 Barthel 7 Zipser, Barthel 3 Lô 18 Barthel | Pabellón: Multiversum Asistencia: 1800 espectadores Árbitros: Sašo Petek Saverio Lanzarini Igor Mitrovski |  |

| 7 de septiembre de 2016 | Austria                                                                 | 86–66                                | Dinamarca                                              | Schwechat                                                                                                  |  |
| 19:10                   | Parciales: 30–22, 15–8, 24–14, 17–22                                    | Parciales: 30–22, 15–8, 24–14, 17–22 | Parciales: 30–22, 15–8, 24–14, 17–22                   | |  |
|                         | Estadísticas Lamešić 14 Mahalbašić 11 Lanegger, Maresch 7 Mahalbašić 20 | Reporte Pts Reb Asts Val             | Estadísticas 22 Voskuil 5 Voskuil 6 Voskuil 23 Voskuil | Pabellón: Multiversum Asistencia: 700 espectadores Árbitros: Marko Juras Mārtiņš Kozlovskis Simon Unsworth |  |

| 7 de septiembre de 2016 | Alemania                                     | 71–75                                 | Países Bajos                                               | Oberhausen                                                                                                 |  |
| 19:30                   | Parciales: 19–16, 16–24, 17–17, 19–18        | Parciales: 19–16, 16–24, 17–17, 19–18 | Parciales: 19–16, 16–24, 17–17, 19–18                      | |  |
|                         | Estadísticas Zipser 14 Theis 8 Lô 8 Theis 21 | Reporte Pts Reb Asts Val              | Estadísticas 20 Kloof, N. de Jong 8 Kloof 3 Kloof 21 Kloof | Pabellón: König Pilsener Arena Asistencia: 4686 espectadores Árbitros: Óscar Perea Amit Balak Mario Majkić |  |

| 10 de septiembre de 2016 | Dinamarca                                                       | 3TE 106–102                                                     | Alemania                                                        | Næstved |  |
| 19:00                    | Parciales: 16–18, 32–19, 14–19, 11–17 (T.E.: 11–11, 8–8, 14–10) | Parciales: 16–18, 32–19, 14–19, 11–17 (T.E.: 11–11, 8–8, 14–10) | Parciales: 16–18, 32–19, 14–19, 11–17 (T.E.: 11–11, 8–8, 14–10) | |  |
|                          | Estadísticas Voskuil 22 Rungby 11 Gilling 5 Voskuil, Gilling 18 | Reporte Pts Reb Asts Val                                        | Estadísticas 26 Barthel 10 Barthel 9 Lô 33 Barthel              | Pabellón: Næstved Arena Asistencia: 800 espectadores Árbitros: Fernando Rocha Sergey Mikhaylov Zafer Yılmaz |  |

| 10 de septiembre de 2016 | Austria                                                    | 61–75                                | Países Bajos                                                      | Schwechat |  |
| 20:20                    | Parciales: 23–21, 15–18, 7–19, 16–17                       | Parciales: 23–21, 15–18, 7–19, 16–17 | Parciales: 23–21, 15–18, 7–19, 16–17                              | |  |
|                          | Estadísticas Mahalbašić 19 Lamešić 8 Murati 5 Schreiner 25 | Reporte Pts Reb Asts Val             | Estadísticas 19 W. de Jong, Voorn 9 van der Mars 4 Voorn 23 Voorn | Pabellón: Multiversum Asistencia: 1050 espectadores Árbitros: Saverio Lanzarini Marek Kúkelčík Mart Uuehendrik |  |

| 14 de septiembre de 2016 | Alemania                                                 | 75–58                                | Austria                                                                  | Bamberg                                                                                                 |  |
| 19:30                    | Parciales: 23–19, 20–9, 15–18, 20–12                     | Parciales: 23–19, 20–9, 15–18, 20–12 | Parciales: 23–19, 20–9, 15–18, 20–12                                     | |  |
|                          | Estadísticas Voigtmann 19 Voigtmann 10 Lô 5 Voigtmann 21 | Reporte Pts Reb Asts Val             | Estadísticas 21 Mahalbašić 6 Trmal, Mahalbašić 5 Schreiner 19 Mahalbašić | Pabellón: Brose Arena Asistencia: 3117 espectadores Árbitros: Francisco Araña Ognjen Jokić Oskars Lucis |  |

| 14 de septiembre de 2016 | Países Bajos                                                     | TE 98–88                                            | Dinamarca                                           | Leiden |  |
| 20:00                    | Parciales: 22–21, 18–24, 20–19, 18–14 (T.E.: 20–10)              | Parciales: 22–21, 18–24, 20–19, 18–14 (T.E.: 20–10) | Parciales: 22–21, 18–24, 20–19, 18–14 (T.E.: 20–10) | |  |
|                          | Estadísticas W. de Jong 20 Schaftenaar 11 Kloof 6 Schaftenaar 23 | Reporte Pts Reb Asts Val                            | Estadísticas 23 Zohore 7 Zohore 7 Darboe 22 Zohore  | Pabellón: Vijf Meihal Asistencia: 1218 espectadores Árbitros: Aare Halliko Alexey Davydov Johann Jeanneau |  |

| 17 de septiembre de 2016 | Dinamarca                                                  | 86–72                                | Austria                                                                   | Næstved                                                                                                 |  |
| 800                      | Parciales: 21–9, 19–17, 21–25, 12–20                       | Parciales: 21–9, 19–17, 21–25, 12–20 | Parciales: 21–9, 19–17, 21–25, 12–20                                      | |  |
|                          | Estadísticas Voskuil 17 Zohore 7 Jukić, Seilund 4 Jukić 23 | Reporte Pts Reb Asts Val             | Estadísticas 15 Schreiner 10 Mahalbašić 3 Lanegger, Maresch 11 Mahalbašić | Pabellón: Næstved Arena Asistencia: 800 espectadores Árbitros: Robert Viklický Michel Glod Tanel Suslov |  |

| 17 de septiembre de 2016 | Países Bajos                                                          | 51–82                                 | Alemania                                   | Leiden |  |
| 19:00                    | Parciales: 16–19, 10–21, 13–22, 12–20                                 | Parciales: 16–19, 10–21, 13–22, 12–20 | Parciales: 16–19, 10–21, 13–22, 12–20      | |  |
|                          | Estadísticas Kloof 18 W. de Jong 5 W. de Jong, Schaftenaar 2 Kloof 15 | Reporte Pts Reb Asts Val              | Estadísticas 15 Voigtmann 11 Lô 6 Lô 23 Lô | Pabellón: Vijf Meihal Asistencia: 2000 espectadores Árbitros: Ilija Belošević Igor Dragojević Tolga Sahin |  |

### Grupo C
| Pos. | Equipo               | PJ | G | P | GF  | GC  | DG  | Pts | Clasificación   |       | RUS   | BIH   | SWE   |
| ---- | -------------------- | -- | - | - | --- | --- | --- | --- | --------------- | ----- | ----- | ----- | ----- |
| 1    | Rusia                | 4  | 4 | 0 | 309 | 253 | +56 | 8   | Eurobasket 2017 |       | —     | 83–54 | 63–59 |
| 2    | Bosnia y Herzegovina | 4  | 2 | 2 | 273 | 308 | −35 | 6   |                 |       | 67–78 | —     | 74–71 |
| 3    | Suecia               | 4  | 0 | 4 | 279 | 300 | −21 | 4   |                 | 73–85 | 76–78 | —     |       |

 Fuente: FIBA
Criterios de clasificación: 1) Puntos; 2) Enfrentamientos directos; 3) Diferencia de puntos; 4) Puntos anotados.
| 31 de agosto de 2016 | Rusia                                                           | 83–54                                | Bosnia y Herzegovina                                | Perm |  |
| 20:00                | Parciales: 19–20, 15–15, 27–10, 22–9                            | Parciales: 19–20, 15–15, 27–10, 22–9 | Parciales: 19–20, 15–15, 27–10, 22–9                | |  |
|                      | Estadísticas Kulagin 17 Karasev 9 Antónov, Jvostov 5 Kulagin 21 | Reporte Pts Reb Asts Val             | Estadísticas 19 Nurkić 16 Nurkić 4 Gordić 19 Nurkić | Pabellón: Molot Sports Hall Asistencia: 7000 espectadores Árbitros: Elias Koromilas Tolga Sahin Robert Vyklický |  |

| 3 de septiembre de 2016 | Bosnia y Herzegovina                                             | 74–71                                 | Suecia                                                                 | Sarajevo |  |
| 20:15                   | Parciales: 25–16, 15–19, 10–15, 24–21                            | Parciales: 25–16, 15–19, 10–15, 24–21 | Parciales: 25–16, 15–19, 10–15, 24–21                                  | |  |
|                         | Estadísticas Nurkić, Musa 19 Nurkić 15 Zahiragić, Musa 3 Musa 27 | Reporte Pts Reb Asts Val              | Estadísticas 16 Czerapowicz 6 Engström 4 Borg, Håkanson 12 Czerapowicz | Pabellón: Mirza Delibašić Hall Asistencia: 5500 espectadores Árbitros: Daniel Hierrezuelo Lorenzo Baldini Tomasz Trawicki |  |

| 7 de septiembre de 2016 | Suecia                                                                         | 73–85                                | Rusia                                                           | Uppsala                                                                                                   |  |
| 20:00                   | Parciales: 8–21, 20–17, 24–23, 21–24                                           | Parciales: 8–21, 20–17, 24–23, 21–24 | Parciales: 8–21, 20–17, 24–23, 21–24                            | |  |
|                         | Estadísticas Spires 16 Czerapowicz, Lindqvist 5 Massamba, Håkanson 5 Spires 19 | Reporte Pts Reb Asts Val             | Estadísticas 20 Vorontsévich 6 Zubkov 5 Jvostov 27 Vorontsévich | Pabellón: Fyrishov Asistencia: 2280 espectadores Árbitros: Fernando Rocha Renaud Geller Radomir Vojinović |  |

| 10 de septiembre de 2016 | Bosnia y Herzegovina                                   | 67–78                                 | Rusia                                                           | Tuzla                                                                                                   |  |
| 20:15                    | Parciales: 22–12, 17–19, 12–24, 16–23                  | Parciales: 22–12, 17–19, 12–24, 16–23 | Parciales: 22–12, 17–19, 12–24, 16–23                           | |  |
|                          | Estadísticas Teletović 23 Nurkić 13 Gordić 8 Nurkić 19 | Reporte Pts Reb Asts Val              | Estadísticas 17 Mozgov 8 Vorontsévich 5 Jvostov 22 Vorontsévich | Pabellón: Mejdan Asistencia: 4500 espectadores Árbitros: Robert Lottermoser Aare Halliko Oļegs Latiševs |  |

| 14 de septiembre de 2016 | Suecia                                                                | 76–78                                 | Bosnia y Herzegovina                                      | Estocolmo                                                                                                   |  |
| 20:00                    | Parciales: 16–14, 19–23, 23–23, 18–18                                 | Parciales: 16–14, 19–23, 23–23, 18–18 | Parciales: 16–14, 19–23, 23–23, 18–18                     | |  |
|                          | Estadísticas Borg, Massamba 14 tres jugaores 5 Håkanson 8 Massamba 15 | Reporte Pts Reb Asts Val              | Estadísticas 21 Nurkić Milošević 11 Gordić 4 Halilović 27 | Pabellón: Hovet Asistencia: 7120 espectadores Árbitros: Miguel Pérez Pérez Tomas Jasevičius Piotr Pastusiak |  |

| 17 de septiembre de 2016 | Rusia                                                     | 63–59                                | Suecia                                                   | Krasnodar                                                                                                   |  |
| 14:00                    | Parciales: 12–18, 21–15, 18–8, 12–18                      | Parciales: 12–18, 21–15, 18–8, 12–18 | Parciales: 12–18, 21–15, 18–8, 12–18                     | |  |
|                          | Estadísticas Býkov 15 Mozgov 10 Býkov, Zubkov 4 Mozgov 15 | Reporte Pts Reb Asts Val             | Estadísticas 15 Håkanson 8 Spires 7 Håkanson 20 Håkanson | Pabellón: Basket-Hall Asistencia: 7500 espectadores Árbitros: Matej Boltauzer Milivoje Jovčić Emin Moğulkoç |  |

### Grupo D
| Pos. | Equipo      | PJ | G | P | GF  | GC  | DG  | Pts | Clasificación   |       | POL   | EST   | BLR   | POR   |
| ---- | ----------- | -- | - | - | --- | --- | --- | --- | --------------- | ----- | ----- | ----- | ----- | ----- |
| 1    | Polonia     | 6  | 5 | 1 | 490 | 413 | +77 | 11  | Eurobasket 2017 |       | —     | 78–64 | 57–76 | 83–57 |
| 2    | Estonia     | 6  | 3 | 3 | 429 | 444 | −15 | 9   |                 |       | 63–94 | —     | 81–62 | 82–63 |
| 3    | Bielorrusia | 6  | 3 | 3 | 430 | 437 | −7  | 9   |                 | 79–97 | 79–63 | —     | 72–62 |       |
| 4    | Portugal    | 6  | 1 | 5 | 401 | 456 | −55 | 7   |                 | 74–81 | 68–76 | 77–62 | —     |       |

 Fuente: FIBA
Criterios de clasificación: 1) Puntos; 2) Enfrentamientos directos; 3) Diferencia de puntos; 4) Puntos anotados.
Notas:
1. 1 2  Estonia 144–141 Bielorrusia

| 31 de agosto de 2016 | Estonia                                                    | 81–62                                 | Bielorrusia                                                             | Tallin |  |
| 19:10                | Parciales: 18–10, 22–17, 21–15, 20–20                      | Parciales: 18–10, 22–17, 21–15, 20–20 | Parciales: 18–10, 22–17, 21–15, 20–20                                   | |  |
|                      | Estadísticas Veideman 32 Kajupank 5 Veideman 7 Veideman 34 | Reporte Pts Reb Asts Val              | Estadísticas 14 Parajouski 8 Meshcharakou, Liutych 4 Korzh 15 Pustahvar | Pabellón: Unibet Arena Asistencia: 2700 espectadores Árbitros: Petar Obradović Sergiy Chebyshev Anton Makhlin |  |

| 31 de agosto de 2016 | Polonia                                                                | 83–57                                 | Portugal                                            | Włocławek                                                                                                   |  |
| 20:00                | Parciales: 23–14, 12–19, 23–13, 25–11                                  | Parciales: 23–14, 12–19, 23–13, 25–11 | Parciales: 23–14, 12–19, 23–13, 25–11               | |  |
|                      | Estadísticas Ponitka 14 cuatro jugadores 6 Koszarek 4 Czyż, Ponitka 18 | Reporte Pts Reb Asts Val              | Estadísticas 18 Gomes 10 Gomes 5 Fernandes 21 Gomes | Pabellón: Hala Mistrzów Asistencia: 3054 espectadores Árbitros: Emin Moğulkoç Petr Hrůša Konstantin Simonow |  |

| 3 de septiembre de 2016 | Bielorrusia                                             | 79–97                                 | Polonia                                            | Minsk |  |
| 18:30                   | Parciales: 28–34, 20–19, 13–20, 18–24                   | Parciales: 28–34, 20–19, 13–20, 18–24 | Parciales: 28–34, 20–19, 13–20, 18–24              | |  |
|                         | Estadísticas Liutych 23 Kudrautsau 6 Korzh 6 Liutych 26 | Reporte Pts Reb Asts Val              | Estadísticas 25 Lampe 8 Lampe 6 Slaughter 31 Lampe | Pabellón: Palacio de deportes de Minsk Asistencia: 1800 espectadores Árbitros: Srđan Dožai Arnis Ozols Milija Vojinović |  |

| 3 de septiembre de 2016 | Portugal                                            | 68–76                                 | Estonia                                          | Ovar |  |
| 18:30                   | Parciales: 17–18, 12–22, 23–16, 16–20               | Parciales: 17–18, 12–22, 23–16, 16–20 | Parciales: 17–18, 12–22, 23–16, 16–20            | |  |
|                         | Estadísticas Gomes 26 Gomes 11 Fernandes 4 Gomes 30 | Reporte Pts Reb Asts Val              | Estadísticas 16 Veideman 5 Dorbek 4 Sokk 16 Sokk | Pabellón: Arena Dolce Vita Asistencia: 2000 espectadores Árbitros: Matej Boltauzer Panagiotis Anastopoulos Fernando Calatrava |  |

| 7 de septiembre de 2016 | Bielorrusia                                                                   | 72–62                                 | Portugal                                        | Minsk |  |
| 18:30                   | Parciales: 23–14, 18–11, 11–18, 20–19                                         | Parciales: 23–14, 18–11, 11–18, 20–19 | Parciales: 23–14, 18–11, 11–18, 20–19           | |  |
|                         | Estadísticas Parakhouski 16 Parakhouski 10 Wayns, Kudrautsau 5 Parakhouski 20 | Reporte Pts Reb Asts Val              | Estadísticas 21 Gomes 11 Gomes 5 Pinto 23 Gomes | Pabellón: Palacio de deportes de Minsk Asistencia: 2200 espectadores Árbitros: Alessandro Martolini Vilius Mačiulaitis Anastasios Mano |  |

| 7 de septiembre de 2016 | Polonia                                                    | 78–64                                 | Estonia                                                       | Lublin                                                                                                   |  |
| 20:00                   | Parciales: 21–14, 15–12, 19–23, 23–15                      | Parciales: 21–14, 15–12, 19–23, 23–15 | Parciales: 21–14, 15–12, 19–23, 23–15                         | |  |
|                         | Estadísticas Lampe 17 Lampe 11 cuatro jugadores 3 Lampe 18 | Reporte Pts Reb Asts Val              | Estadísticas 15 Kitsing 5 Keedus, Kitsing 7 Kurbas 17 Kitsing | Pabellón: Globus Arena Asistencia: 3200 espectadores Árbitros: Saša Pukl Martin Horozov Milija Vojinović |  |

| 10 de septiembre de 2016 | Portugal                                                      | 74–81                                 | Polonia                                                   | Oliveira de Azeméis |  |
| 18:30                    | Parciales: 24–25, 12–20, 21–17, 17–19                         | Parciales: 24–25, 12–20, 21–17, 17–19 | Parciales: 24–25, 12–20, 21–17, 17–19                     | |  |
|                          | Estadísticas Vilhena, Gomes 16 Queiroz 9 Fernandes 6 Pinto 15 | Reporte Pts Reb Asts Val              | Estadísticas 17 Ponitka 8 Zamojski 4 Waczyński 20 Ponitka | Pabellón: Pavilhão Salvador Machado Asistencia: 1564 espectadores Árbitros: Miguel Pérez Pérez Boris Krejič Sergii Zashchuk |  |

| 10 de septiembre de 2016 | Bielorrusia                                                      | 79–63                                 | Estonia                                              | Minsk                                                                                            |  |
| 18:30                    | Parciales: 24–20, 18–13, 17–14, 20–16                            | Parciales: 24–20, 18–13, 17–14, 20–16 | Parciales: 24–20, 18–13, 17–14, 20–16                |                                                                                                  |  |
|                          | Estadísticas Liutych 19 Liutych 11 Wayns, Pustahvar 4 Liutych 22 | Reporte Pts Reb Asts Val              | Estadísticas 14 Hallik 7 Dorbek 8 Veideman 14 Hallik | Pabellón: Palacio de deportes de Minsk Árbitros: Milivoje Jovčić Alexandru Olaru Zdravko Rutešić |  |

| 14 de septiembre de 2016 | Estonia                                                      | 82–63                                 | Portugal                                            | Tallin |  |
| 19:10                    | Parciales: 17–13, 14–14, 24–20, 27–16                        | Parciales: 17–13, 14–14, 24–20, 27–16 | Parciales: 17–13, 14–14, 24–20, 27–16               | |  |
|                          | Estadísticas Veideman 17 cinco jugadores 5 Sokk 9 Kitsing 18 | Reporte Pts Reb Asts Val              | Estadísticas 20 Gomes 10 Gomes 7 Fernandes 26 Gomes | Pabellón: Unibet Arena Asistencia: 3500 espectadores Árbitros: Ilija Belošević Gellért Kapitány Marko Vučković |  |

| 14 de septiembre de 2016 | Polonia                                                          | 57–76                                 | Bielorrusia                                                 | Toruń |  |
| 20:00                    | Parciales: 10–13, 18–21, 15–21, 14–21                            | Parciales: 10–13, 18–21, 15–21, 14–21 | Parciales: 10–13, 18–21, 15–21, 14–21                       | |  |
|                          | Estadísticas Ponitka 16 Lampe 7 Slaughter, Koszarek 4 Ponitka 17 | Reporte Pts Reb Asts Val              | Estadísticas 21 Wayns 10 Parakhouski 7 Korzh 25 Parakhouski | Pabellón: Arena Toruń Asistencia: 2900 espectadores Árbitros: Damir Javor Ioannis Foufis Aleksandar Glišić |  |

| 17 de septiembre de 2016 | Portugal                                                     | 77–62                                 | Bielorrusia                                                                   | Sines |  |
| 18:00                    | Parciales: 13–15, 20–15, 21–17, 23–15                        | Parciales: 13–15, 20–15, 21–17, 23–15 | Parciales: 13–15, 20–15, 21–17, 23–15                                         | |  |
|                          | Estadísticas Vilhena 16 Gomes 16 cuatro jugadores 3 Gomes 27 | Reporte Pts Reb Asts Val              | Estadísticas 15 Parakhouski 7 Meshcharakou 2 Kudrautsau, Korzh 16 Parakhouski | Pabellón: Pavilhão dos Desportos de Sines Asistencia: 1000 espectadores Árbitros: David Chambon Sebastien Clivaz Carlos Peruga |  |

| 17 de septiembre de 2016 | Estonia                                                    | 63–94                                 | Polonia                                                  | Tartu                                                                             |  |
| 20:00                    | Parciales: 16–24, 11–22, 12–21, 24–27                      | Parciales: 16–24, 11–22, 12–21, 24–27 | Parciales: 16–24, 11–22, 12–21, 24–27                    |                                                                                   |  |
|                          | Estadísticas Hallik 15 Veideman, Sokk 5 Dorbek 8 Hallik 14 | Reporte Pts Reb Asts Val              | Estadísticas 16 Ponitka 10 Gielo 6 Slaughter 22 Zamosjki | Pabellón: University of Tartu Sports Hall Asistencia: 1800 espectadores Árbitros: |  |

### Grupo E
| Pos. | Equipo    | PJ | G | P | GF  | GC  | DG   | Pts | Clasificación   |       | SVN   | UKR   | BUL   | KOS    |
| ---- | --------- | -- | - | - | --- | --- | ---- | --- | --------------- | ----- | ----- | ----- | ----- | ------ |
| 1    | Eslovenia | 6  | 6 | 0 | 536 | 436 | +100 | 12  | Eurobasket 2017 |       | —     | 84–77 | 85–63 | 113–68 |
| 2    | Ucrania   | 6  | 4 | 2 | 467 | 424 | +43  | 10  | Eurobasket 2017 |       | 69–80 | —     | 79–69 | 100–61 |
| 3    | Bulgaria  | 6  | 2 | 4 | 449 | 465 | −16  | 8   |                 |       | 78–83 | 67–72 | —     | 105–84 |
| 4    | Kosovo    | 6  | 0 | 6 | 419 | 546 | −127 | 6   |                 | 81–91 | 63–70 | 62–67 | —     |        |

 Fuente: FIBA
Criterios de clasificación: 1) Puntos; 2) Enfrentamientos directos; 3) Diferencia de puntos; 4) Puntos anotados.
| 31 de agosto de 2016 | Ucrania                                                  | 79–69                                 | Bulgaria                                          | Kiev |  |
| 19:00                | Parciales: 17–10, 25–15, 21–22, 16–22                    | Parciales: 17–10, 25–15, 21–22, 16–22 | Parciales: 17–10, 25–15, 21–22, 16–22             | |  |
|                      | Estadísticas Fesenko 15 Fesenko 10 Lypovyy 10 Lypovyy 24 | Reporte Pts Reb Asts Val              | Estadísticas 16 Kostov 6 Yanev 5 Velikov 19 Yanev | Pabellón: Palacio de los Deportes de Kiev Asistencia: 5500 espectadores Árbitros: Dragan Nešković Andris Aunkrogers Tomislav Hordov |  |

| 31 de agosto de 2016 | Eslovenia                                                       | 113–68                                | Kosovo                                                               | Liubliana |  |
| 20:00                | Parciales: 33–19, 31–12, 20–18, 29–19                           | Parciales: 33–19, 31–12, 20–18, 29–19 | Parciales: 33–19, 31–12, 20–18, 29–19                                | |  |
|                      | Estadísticas G. Dragić 22 tres jugadores 6 G. Dragić 8 Murić 28 | Reporte Pts Reb Asts Val              | Estadísticas 21 Berisha 7 F. Rugova 3 Doellman, Berisha 17 F. Rugova | Pabellón: Arena Stožice Asistencia: 3500 espectadores Árbitros: Carmelo Paternico Marek Ćmikiewicz David Romano |  |

| 3 de septiembre de 2016 | Bulgaria                                                    | 78–83                                | Eslovenia                                               | Botevgrad |  |
| 18:00                   | Parciales: 9–22, 26–16, 20–21, 23–24                        | Parciales: 9–22, 26–16, 20–21, 23–24 | Parciales: 9–22, 26–16, 20–21, 23–24                    | |  |
|                         | Estadísticas Vezenkov 22 Ivanov, Yanev 5 Velikov 5 Yanev 23 | Reporte Pts Reb Asts Val             | Estadísticas 20 G. Dragić 9 Vidmar 8 G. Dragić 25 Murić | Pabellón: Arena Botevgrad Asistencia: 3500 espectadores Árbitros: Oļegs Latiševs Erez Gurion Jurgis Laurinavičius |  |

| 3 de septiembre de 2016 | Kosovo                                                | 63–70                                 | Ucrania                                                             | Mitrovica                                                                                           |  |
| 20:00                   | Parciales: 17–17, 17–15, 18–20, 11–18                 | Parciales: 17–17, 17–15, 18–20, 11–18 | Parciales: 17–17, 17–15, 18–20, 11–18                               | |  |
|                         | Estadísticas Doellman 20 Hajrizi 6 Sina 6 Doellman 19 | Reporte Pts Reb Asts Val              | Estadísticas 20 Korniyenko 5 tres jugadores 5 Lypovyy 20 Korniyenko | Pabellón: Minatori Asistencia: 2500 espectadores Árbitros: Ciprian Stoica Petri Mäntylä Yohan Rosso |  |

| 7 de septiembre de 2016 | Bulgaria                                                       | 105–84                                | Kosovo                                                    | Botevgrad |  |
| 18:00                   | Parciales: 22–25, 18–15, 32–16, 33–28                          | Parciales: 22–25, 18–15, 32–16, 33–28 | Parciales: 22–25, 18–15, 32–16, 33–28                     | |  |
|                         | Estadísticas Yanev 28 Zahariev, Vezenkov 7 Bost 10 Vezenkov 32 | Reporte Pts Reb Asts Val              | Estadísticas 18 Berisha 7 Doellman 4 Doellman 20 Doellman | Pabellón: Arena Botevgrad Asistencia: 2000 espectadores Árbitros: Eddie Viator Alexander Romanov Andrei Sharapa |  |

| 7 de septiembre de 2016 | Eslovenia                                                       | 84–77                                 | Ucrania                                                          | Celje |  |
| 20:00                   | Parciales: 23–15, 25–24, 24–17, 12–21                           | Parciales: 23–15, 25–24, 24–17, 12–21 | Parciales: 23–15, 25–24, 24–17, 12–21                            | |  |
|                         | Estadísticas Z. Dragić 28 Z. Dragić 7 G. Dragić 11 Z. Dragić 27 | Reporte Pts Reb Asts Val              | Estadísticas 14 Lukashov 7 Fesenko, Bobrov 6 Lypovyy 19 Lukashov | Pabellón: Zlatorog Arena Asistencia: 2000 espectadores Árbitros: Carlos Cortés Wojciech Liszka Nicolas Maestre |  |

| 10 de septiembre de 2016 | Bulgaria                                                 | 67–72                                 | Ucrania                                                 | Botevgrad |  |
| 18:00                    | Parciales: 18–16, 11–19, 15–20, 23–17                    | Parciales: 18–16, 11–19, 15–20, 23–17 | Parciales: 18–16, 11–19, 15–20, 23–17                   | |  |
|                          | Estadísticas Vezenkov 19 Bost 5 Bost, Zahariev 2 Bost 15 | Reporte Pts Reb Asts Val              | Estadísticas 18 Kravtsov 10 Bobrov 5 Bobrov 22 Kravtsov | Pabellón: Arena Botevgrad Asistencia: 3000 espectadores Árbitros: Siniša Herceg Petar Denkovski Markos Michaelides |  |

| 10 de septiembre de 2016 | Kosovo                                                  | 81–91                                 | Eslovenia                                                       | Mitrovica                                                                                                |  |
| 20:00                    | Parciales: 21–17, 20–21, 21–30, 19–23                   | Parciales: 21–17, 20–21, 21–30, 19–23 | Parciales: 21–17, 20–21, 21–30, 19–23                           | |  |
|                          | Estadísticas Doellman 30 Rugova 6 Berisha 8 Doellman 29 | Reporte Pts Reb Asts Val              | Estadísticas 27 Prepelič 9 Prepelič, Vidmar 4 Rebec 33 Prepelič | Pabellón: Minatori Asistencia: 2500 espectadores Árbitros: Emilio Pérez Tomas Jasevičius Piotr Pastusiak |  |

| 14 de septiembre de 2016 | Ucrania                                                               | 100–61                               | Kosovo                                                             | Vilnius, Lituania                                                                                        |  |
| 19:00                    | Parciales: 30–11, 25–17, 26–8, 19–25                                  | Parciales: 30–11, 25–17, 26–8, 19–25 | Parciales: 30–11, 25–17, 26–8, 19–25                               | |  |
|                          | Estadísticas Mishula 21 Kravtsov 12 Lypovyy, Korniyenko 5 Kravtsov 27 | Reporte Pts Reb Asts Val             | Estadísticas 20 Berisha 5 Berisha 6 Ahmetbašić 14 Doellman, Veseli | Pabellón: Twinsbet Arena Asistencia: 380 espectadores Árbitros: Tanel Suslov Lorenzo Baldini Pavel Fuška |  |

| 14 de septiembre de 2016 | Eslovenia                                                   | 85–63                               | Bulgaria                                                | Liubliana |  |
| 20:00                    | Parciales: 16–21, 18–8, 35–6, 16–28                         | Parciales: 16–21, 18–8, 35–6, 16–28 | Parciales: 16–21, 18–8, 35–6, 16–28                     | |  |
|                          | Estadísticas G. Dragić 17 Murić 8 G. Dragić 10 G. Dragić 31 | Reporte Pts Reb Asts Val            | Estadísticas 18 Washburn 8 Washburn 3 Lilov 24 Washburn | Pabellón: Arena Stozice Asistencia: 4000 espectadores Árbitros: Spyridon Gontas Andris Aunkrogers Ivor Matějek |  |

| 17 de septiembre de 2016 | Ucrania                                                            | 69–80                                 | Eslovenia                                                | Kiev |  |
| 16:00                    | Parciales: 17–15, 19–27, 19–11, 14–27                              | Parciales: 17–15, 19–27, 19–11, 14–27 | Parciales: 17–15, 19–27, 19–11, 14–27                    | |  |
|                          | Estadísticas Lukashov 14 Lukashov, Fesenko 7 Lypovyy 4 Lukashov 18 | Reporte Pts Reb Asts Val              | Estadísticas 22 G. Dragić 9 Omić 6 Prepelič 21 G. Dragić | Pabellón: Palacio de los Deportes de Kiev Asistencia: 6000 espectadores Árbitros: Eddie Viator Manuel Mazzoni Georgios Poursanidis |  |

| 17 de septiembre de 2016 | Kosovo                                                  | 62–67                                | Bulgaria                                                | Mitrovica                                                                                                  |  |
| 20:00                    | Parciales: 18–20, 10–22, 15–8, 19–17                    | Parciales: 18–20, 10–22, 15–8, 19–17 | Parciales: 18–20, 10–22, 15–8, 19–17                    | |  |
|                          | Estadísticas Bamforth 21 Veseli 9 Berisha 5 Bamforth 21 | Reporte Pts Reb Asts Val             | Estadísticas 14 Washburn 7 Velikov 4 Velikov 16 Velikov | Pabellón: Minatori Asistencia: 1500 espectadores Árbitros: Ioannis Foufis Jean-Charles Collin Anne Panther |  |

### Grupo F
| Pos. | Equipo     | PJ | G | P | GF  | GC  | DG   | Pts | Clasificación   |       | GEO    | MNE   | SVK   | ALB   |
| ---- | ---------- | -- | - | - | --- | --- | ---- | --- | --------------- | ----- | ------ | ----- | ----- | ----- |
| 1    | Georgia    | 6  | 5 | 1 | 524 | 402 | +122 | 11  | Eurobasket 2017 |       | —      | 74–76 | 96–68 | 86–47 |
| 2    | Montenegro | 6  | 5 | 1 | 563 | 420 | +143 | 11  | Eurobasket 2017 |       | 84–90  | —     | 97–65 | 94–56 |
| 3    | Eslovaquia | 6  | 1 | 5 | 392 | 518 | −126 | 7   |                 |       | 63–94  | 62–99 | —     | 69–60 |
| 4    | Albania    | 6  | 1 | 5 | 372 | 511 | −139 | 7   |                 | 64–84 | 73–113 | 72–65 | —     |       |

 Fuente: FIBA
Criterios de clasificación: 1) Puntos; 2) Enfrentamientos directos; 3) Diferencia de puntos; 4) Puntos anotados.
Notas:
1. 1 2  Georgia 164–160 Montenegro
2. 1 2  Eslovaquia 134–132 Albania

| 31 de agosto de 2016 | Georgia                                                        | 86–47                                | Albania                                                             | Tiflis |  |
| 19:00                | Parciales: 21–9, 24–10, 23–13, 18–15                           | Parciales: 21–9, 24–10, 23–13, 18–15 | Parciales: 21–9, 24–10, 23–13, 18–15                                | |  |
|                      | Estadísticas Sanikidze 20 Pachulia 8 Tsintsadze 9 Sanikidze 24 | Reporte Pts Reb Asts Val             | Estadísticas 15 Hysenagolli 7 Shima 2 tres jugadores 16 Hysenagolli | Pabellón: Palacio de Deportes de Tiflis Asistencia: 8000 espectadores Árbitros: Christof Madinger Antonis Demetriou Volodymyr Pediev |  |

| 31 de agosto de 2016 | Montenegro                                                   | 97–65                                 | Eslovaquia                                              | Podgorica |  |
| 21:00                | Parciales: 22–13, 28–15, 27–16, 20–21                        | Parciales: 22–13, 28–15, 27–16, 20–21 | Parciales: 22–13, 28–15, 27–16, 20–21                   | |  |
|                      | Estadísticas Dašić 17 Todorović 10 Mihailović 9 Todorović 23 | Reporte Pts Reb Asts Val              | Estadísticas 14 Baťka 8 Baťka 3 tres jugadores 14 Baťka | Pabellón: Centro Deportivo Morača Asistencia: 3260 espectadores Árbitros: Borys Ryzhyk Benjamín Jiménez Marek Maliszewski |  |

| 3 de septiembre de 2016 | Eslovaquia                                               | 63–94                                | Georgia                                                | Bratislava |  |
| 18:00                   | Parciales: 21–30, 8–22, 17–20, 17–22                     | Parciales: 21–30, 8–22, 17–20, 17–22 | Parciales: 21–30, 8–22, 17–20, 17–22                   | |  |
|                         | Estadísticas Žiak 14 Tot 4 Krajčovič, Baldovský 3 Tot 16 | Reporte Pts Reb Asts Val             | Estadísticas 18 Shengelia 9 Shengelia 7 Dixon 23 Dixon | Pabellón: Pasienky Arena Asistencia: 300 espectadores Árbitros: Saša Maricić Milan Nedović Konstantin Simonow |  |

| 3 de septiembre de 2016 | Albania                                                    | 73–113                                | Montenegro                                                 | Tirana |  |
| 19:00                   | Parciales: 15–33, 17–40, 18–21, 23–19                      | Parciales: 15–33, 17–40, 18–21, 23–19 | Parciales: 15–33, 17–40, 18–21, 23–19                      | |  |
|                         | Estadísticas Broadus 26 Hysenagolli 6 Broadus 4 Broadus 20 | Reporte Pts Reb Asts Val              | Estadísticas 19 Vučević 8 Todorović 6 Needham 23 Dubljević | Pabellón: Asllan Rusi Sports Palace Asistencia: 1200 espectadores Árbitros: Petros Papapetrou Alessandro Martolini Semen Ovinov |  |

| 7 de septiembre de 2016 | Eslovaquia                                                        | 69–60                                | Albania                                                       | Prievidza |  |
| 18:00                   | Parciales: 21–30, 8–22, 17–20, 17–22                              | Parciales: 21–30, 8–22, 17–20, 17–22 | Parciales: 21–30, 8–22, 17–20, 17–22                          | |  |
|                         | Estadísticas Körner 20 Körner 10 Baldovský, Milošević 3 Körner 22 | Reporte Pts Reb Asts Val             | Estadísticas 23 Broadus 9 Shima 3 Shima 19 Hysenagolli, Shima | Pabellón: Mestská sportová hala Asistencia: 800 espectadores Árbitros: Saša Maricić Milan Nedović Konstantin Simonow |  |

| 7 de septiembre de 2016 | Georgia                                                        | 74–76                                 | Montenegro                                              | Tiflis |  |
| 19:00                   | Parciales: 25–19, 17–21, 12–22, 20–14                          | Parciales: 25–19, 17–21, 12–22, 20–14 | Parciales: 25–19, 17–21, 12–22, 20–14                   | |  |
|                         | Estadísticas Pachulia 22 Sanikidze 10 Tsintsadze 7 Pachulia 27 | Reporte Pts Reb Asts Val              | Estadísticas 17 Vučević 11 Vučević 4 Vučević 18 Vučević | Pabellón: Palacio de Deportes de Tiflis Asistencia: 9800 espectadores Árbitros: Robert Lottermoser Ingus Baumanis Elias Koromilas |  |

| 10 de septiembre de 2016 | Eslovaquia                                                  | 62–99                                 | Montenegro                                                    | Nitra |  |
| 18:00                    | Parciales: 14–22, 17–25, 14–35, 17–17                       | Parciales: 14–22, 17–25, 14–35, 17–17 | Parciales: 14–22, 17–25, 14–35, 17–17                         | |  |
|                          | Estadísticas Milošević 15 Baťka 6 tres jugadores 2 Baťka 16 | Reporte Pts Reb Asts Val              | Estadísticas 17 Vučević 9 Dašić 2 cuatro jugadores 20 Vučević | Pabellón: Mestská hala Nitra Asistencia: 500 espectadores Árbitros: Marcin Kowalski Rain Peerandi Sérgio Silva |  |

| 10 de septiembre de 2016 | Albania                                                              | 64–84                                 | Georgia                                                       | Tirana |  |
| 19:00                    | Parciales: 19–20, 17–16, 15–20, 13–28                                | Parciales: 19–20, 17–16, 15–20, 13–28 | Parciales: 19–20, 17–16, 15–20, 13–28                         | |  |
|                          | Estadísticas Broadus 26 Hysenagolli, Shima 8 Shima 2 Hysegangolli 15 | Reporte Pts Reb Asts Val              | Estadísticas 20 Pachulia 10 Shengelia 5 Pachulia 24 Shengelia | Pabellón: Asllan Rusi Sports Palace Asistencia: 500 espectadores Árbitros: Antonio Conde Pedro Coelho Matj Špendl |  |

| 14 de septiembre de 2016 | Georgia                                                         | 96–68                                 | Eslovaquia                                         | Tiflis |  |
| 19:00                    | Parciales: 30–19, 21–20, 20–16, 25–13                           | Parciales: 30–19, 21–20, 20–16, 25–13 | Parciales: 30–19, 21–20, 20–16, 25–13              | |  |
|                          | Estadísticas Shengelia 31 Sanikidze 8 Tsintsadze 8 Shengelia 38 | Reporte Pts Reb Asts Val              | Estadísticas 21 Milošević 7 Baťka 7 Baťka 17 Baťka | Pabellón: Palacio de Deportes de Tiflis Asistencia: 8200 espectadores Árbitros: Anastasios Piloidis Ilias Kounelles Nikola Perlić |  |

| 14 de septiembre de 2016 | Montenegro                                                                    | 94–56                                 | Albania                                               | Bar |  |
| 21:00                    | Parciales: 26–16, 20–11, 24–18, 24–11                                         | Parciales: 26–16, 20–11, 24–18, 24–11 | Parciales: 26–16, 20–11, 24–18, 24–11                 | |  |
|                          | Estadísticas Mihailović 13 Dubljević 9 Vučević, Needham 5 Dubljević, Dašić 15 | Reporte Pts Reb Asts Val              | Estadísticas 24 Shima 10 Hysenagolli 5 Lasku 19 Shima | Pabellón: Pabellón Deportivo Topolica Asistencia: 2200 espectadores Árbitros: Carmelo Paternico Martin Horozov Bert van Slooten |  |

| 17 de septiembre de 2016 | Albania                                                        | 72–65                                 | Eslovaquia                                              | Tirana |  |
| 19:00                    | Parciales: 20–17, 10–14, 19–18, 14–16                          | Parciales: 20–17, 10–14, 19–18, 14–16 | Parciales: 20–17, 10–14, 19–18, 14–16                   | |  |
|                          | Estadísticas Broadus 17 Hysenagolli 8 Broadus 5 Hysenagolli 19 | Reporte Pts Reb Asts Val              | Estadísticas 18 Milošević 10 Baťka 3 Milošević 28 Baťka | Pabellón: Asllan Rusi Sports Palace Asistencia: 700 espectadores Árbitros: Sašo Petek Tamás Benczur Zoran Mitrovski |  |

| 17 de septiembre de 2016 | Montenegro                                                    | 84–90                                 | Georgia                                                    | Bar |  |
| 21:00                    | Parciales: 18–26, 23–19, 21–19, 22–26                         | Parciales: 18–26, 23–19, 21–19, 22–26 | Parciales: 18–26, 23–19, 21–19, 22–26                      | |  |
|                          | Estadísticas tres jugadores 17 Vučević 8 Vučević 2 Vučević 20 | Reporte Pts Reb Asts Val              | Estadísticas 31 Dixon 13 Pachulia 7 Tsintsadze 29 Pachulia | Pabellón: Pabellón Deportivo Topolica Asistencia: 2000 espectadores Árbitros: Juan Carlos González Joseph Bissang Erşan Kartal |  |

### Grupo G
| Pos. | Equipo              | PJ | G | P | GF  | GC  | DG  | Pts | Clasificación   |       | HUN   | GBR   | MKD   | LUX   |
| ---- | ------------------- | -- | - | - | --- | --- | --- | --- | --------------- | ----- | ----- | ----- | ----- | ----- |
| 1    | Hungría             | 6  | 6 | 0 | 480 | 413 | +67 | 12  | Eurobasket 2017 |       | —     | 96–77 | 63–61 | 89–64 |
| 2    | Gran Bretaña        | 6  | 3 | 3 | 512 | 479 | +33 | 9   | Eurobasket 2017 |       | 80–88 | —     | 96–79 | 95–72 |
| 3    | Macedonia del Norte | 6  | 2 | 4 | 439 | 473 | −34 | 8   |                 |       | 66–76 | 62–89 | —     | 89–75 |
| 4    | Luxemburgo          | 6  | 1 | 5 | 432 | 498 | −66 | 7   |                 | 65–68 | 82–75 | 74–82 | —     |       |

 Fuente: FIBA
Criterios de clasificación: 1) Puntos; 2) Enfrentamientos directos; 3) Diferencia de puntos; 4) Puntos anotados.
| 31 de agosto de 2016 | Hungría                                                    | 96–77                                 | Gran Bretaña                                                                | Kecskemét |  |
| 18:00                | Parciales: 25–22, 28–19, 21–21, 22–15                      | Parciales: 25–22, 28–19, 21–21, 22–15 | Parciales: 25–22, 28–19, 21–21, 22–15                                       | |  |
|                      | Estadísticas Hanga 32 Hanga 7 Wittmann, Vojvoda 5 Hanga 33 | Reporte Pts Reb Asts Val              | Estadísticas 22 Lawrence, Clark 5 Gordon, Young 8 Gordon 17 Lawrence, Clark | Pabellón: Messzi István Sportcsarnok Asistencia: 1800 espectadores Árbitros: Luís Lopes Janusz Calik Apostolos Kalpakas |  |

| 31 de agosto de 2016 | Macedonia del Norte                                                | 89–75                                 | Luxemburgo                                                    | Kavadarci |  |
| 20:30                | Parciales: 30–13, 18–15, 21–26, 20–21                              | Parciales: 30–13, 18–15, 21–26, 20–21 | Parciales: 30–13, 18–15, 21–26, 20–21                         | |  |
|                      | Estadísticas V. Stojanovski 28 Travis 9 Travis 6 V. Stojanovski 28 | Reporte Pts Reb Asts Val              | Estadísticas 16 Laurent 4 tres jugadores 4 Melcher 14 Laurent | Pabellón: Arena Jasmin Asistencia: 1850 espectadores Árbitros: Sergei Beliakov Ernad Karović Ventsislav Velikov |  |

| 3 de septiembre de 2016 | Hungría                                                   | 89–64                                 | Luxemburgo                                               | Sopron |  |
| 18:30                   | Parciales: 32–15, 15–13, 27–17, 15–19                     | Parciales: 32–15, 15–13, 27–17, 15–19 | Parciales: 32–15, 15–13, 27–17, 15–19                    | |  |
|                         | Estadísticas Vojvoda 17 Perl 10 Vojvoda, Perl 6 Keller 29 | Reporte Pts Reb Asts Val              | Estadísticas 18 Laurent 7 Laurent 4 Melcher 17 Birenbaum | Pabellón: Aréna Sopron Asistencia: 1500 espectadores Árbitros: Carlos Santos Alakbar Hasanov Goran Šljivić |  |

| 3 de septiembre de 2016 | Gran Bretaña                                            | 96–79                                 | Macedonia del Norte                                                                | Londres                                                                                                 |  |
| 18:30                   | Parciales: 28–30, 22–13, 19–17, 27–19                   | Parciales: 28–30, 22–13, 19–17, 27–19 | Parciales: 28–30, 22–13, 19–17, 27–19                                              | |  |
|                         | Estadísticas Boateng 18 Gordon 9 Okereafor 8 Boateng 21 | Reporte Pts Reb Asts Val              | Estadísticas 28 V. Stojanovski 28 6 Magdevski 5 Kostoski, Travis 27 V. Stojanovski | Pabellón: Copper Box Asistencia: 2300 espectadores Árbitros: Vicente Bultó Mehdi Diffalah Paulo Marques |  |

| 7 de septiembre de 2016 | Gran Bretaña                                              | 95–72                                 | Luxemburgo                                             | Londres |  |
| 19:00                   | Parciales: 29–19, 14–22, 33–19, 19–12                     | Parciales: 29–19, 14–22, 33–19, 19–12 | Parciales: 29–19, 14–22, 33–19, 19–12                  | |  |
|                         | Estadísticas Johnson 14 Johnson 10 Okereafor 6 Johnson 24 | Reporte Pts Reb Asts Val              | Estadísticas 30 Laurent 6 Laurent 5 Melcher 27 Laurent | Pabellón: Copper Box Asistencia: 900 espectadores Árbitros: Ivan Miličević Maciej Nazimek Johannes Sarekoski |  |

| 7 de septiembre de 2016 | Macedonia del Norte                                                   | 66–76                                 | Hungría                                              | Kavadarci                                                                                          |  |
| 20:30                   | Parciales: 17–15, 18–17, 13–16, 18–28                                 | Parciales: 17–15, 18–17, 13–16, 18–28 | Parciales: 17–15, 18–17, 13–16, 18–28                | |  |
|                         | Estadísticas V. Stojanovski 16 Travis 12 Kostoski, Travis 3 Travis 13 | Reporte Pts Reb Asts Val              | Estadísticas 27 Vojvoda 7 Hanga 6 Vojvoda 24 Vojvoda | Pabellón: Arena Jasmin Asistencia: 2000 espectadores Árbitros: Borys Ryzhyk Alin Faur Yener Yılmaz |  |

| 10 de septiembre de 2016 | Gran Bretaña                                         | 80–88                                 | Hungría                                                 | Londres                                                                                                 |  |
| 18:30                    | Parciales: 22–18, 22–20, 17–27, 19–23                | Parciales: 22–18, 22–20, 17–27, 19–23 | Parciales: 22–18, 22–20, 17–27, 19–23                   | |  |
|                          | Estadísticas Olaseni 17 Olaseni 8 Young 7 Olaseni 24 | Reporte Pts Reb Asts Val              | Estadísticas 18 tres jugadores 9 Hanga 8 Hanga 23 Hanga | Pabellón: Copper Box Asistencia: 2000 espectadores Árbitros: Carlos Cortés Nicolas Maestre Anne Panther |  |

| 10 de septiembre de 2016 | Luxemburgo                                                          | 74–82                                | Macedonia del Norte                                        | Ciudad de Luxemburgo                                                                                      |  |
| 19:30                    | Parciales: 13–21, 21–27, 31–16, 9–18                                | Parciales: 13–21, 21–27, 31–16, 9–18 | Parciales: 13–21, 21–27, 31–16, 9–18                       | |  |
|                          | Estadísticas Laurent 25 Schumacher, Picard 5 Birenbaum 4 Laurent 18 | Reporte Pts Reb Asts Val             | Estadísticas 20 Kostoski 9 Kostoski 7 Kostoski 25 Kostoski | Pabellón: D'Coque Asistencia: 450 espectadores Árbitros: Bernard Vassallo Joseph Bissang Zdenko Tomašovič |  |

| 14 de septiembre de 2016 | Macedonia del Norte                                               | 62–89                                | Gran Bretaña                                        | Kavadarci |  |
| 19:00                    | Parciales: 14–21, 16–22, 23–23, 9–22                              | Parciales: 14–21, 16–22, 23–23, 9–22 | Parciales: 14–21, 16–22, 23–23, 9–22                | |  |
|                          | Estadísticas Nikolovski 17 Mladenovski 8 Kostoski 5 Nikolovski 16 | Reporte Pts Reb Asts Val             | Estadísticas 21 Clark 9 Boateng 5 Lawrence 21 Clark | Pabellón: Jasmin Sports Hall Asistencia: 1000 espectadores Árbitros: Daniel Hierrezuelo Apostolos Kalpakas Jurgis Laurinavičius |  |

| 14 de septiembre de 2016 | Luxemburgo                                               | 65–68                                 | Hungría                                                          | Ciudad de Luxemburgo                                                                                           |  |
| 19:30                    | Parciales: 14–14, 24–21, 11–18, 16–15                    | Parciales: 14–14, 24–21, 11–18, 16–15 | Parciales: 14–14, 24–21, 11–18, 16–15                            | |  |
|                          | Estadísticas Picard 15 Laurent 7 Schumacher 4 Laurent 15 | Reporte Pts Reb Asts Val              | Estadísticas 18 Hanga 6 Keller, Hanga 2 Wittmann, Hanga 16 Hanga | Pabellón: D'Coque Asistencia: 480 espectadores Árbitros: Sigmundur Herbertsson Bojan Jovanović Dumitru Stasiev |  |

| 17 de septiembre de 2016 | Hungría                                                             | 63–61                                | Macedonia del Norte                                         | Szolnok |  |
| 16:30                    | Parciales: 18–25, 14–12, 14–9, 17–15                                | Parciales: 18–25, 14–12, 14–9, 17–15 | Parciales: 18–25, 14–12, 14–9, 17–15                        | |  |
|                          | Estadísticas Ferencz 18 Keller 7 Wittmann 6 Ferencz, Eilingsfeld 13 | Reporte Pts Reb Asts Val             | Estadísticas 18 Kostoski 6 Magdevski 7 Kostoski 21 Kostoski | Pabellón: Pabellón Deportivo Tiszaligeti Asistencia: 2030 espectadores Árbitros: Damir Javor Janusz Calik Arnis Ozols |  |

| 17 de septiembre de 2016 | Luxemburgo                                                    | 82–75                                 | Gran Bretaña                                              | Luxemburgo                                                                                                  |  |
| 19:30                    | Parciales: 24–23, 13–22, 26–13, 19–17                         | Parciales: 24–23, 13–22, 26–13, 19–17 | Parciales: 24–23, 13–22, 26–13, 19–17                     | |  |
|                          | Estadísticas Schumacher 20 Laurent 11 Melcher 5 Schumacher 18 | Reporte Pts Reb Asts Val              | Estadísticas 16 Lawrence 15 Olaseni 5 Lawrence 27 Olaseni | Pabellón: D'Coque Asistencia: 1100 espectadores Árbitros: Vladimir Tsekov Fernando Calatrava Yury Ihnatsyeu |  |

## Segundos clasificados
| Pos. | Grp | Equipo               | PJ | G | P | GF  | GC  | DG  | Pts | Clasificación   |
| ---- | --- | -------------------- | -- | - | - | --- | --- | --- | --- | --------------- |
| 1    | F   | Montenegro           | 4  | 3 | 1 | 356 | 291 | +65 | 7   | Eurobasket 2017 |
| 2    | A   | Islandia             | 4  | 3 | 1 | 298 | 274 | +24 | 7   | Eurobasket 2017 |
| 3    | G   | Gran Bretaña         | 4  | 2 | 2 | 342 | 325 | +17 | 6   | Eurobasket 2017 |
| 4    | E   | Ucrania              | 4  | 2 | 2 | 297 | 300 | −3  | 6   | Eurobasket 2017 |
| 5    | B   | Países Bajos         | 4  | 2 | 2 | 273 | 289 | −16 | 6   |                 |
| 6    | C   | Bosnia y Herzegovina | 4  | 2 | 2 | 273 | 308 | −35 | 6   |                 |
| 7    | D   | Estonia              | 4  | 1 | 3 | 271 | 313 | −42 | 5   |                 |

 Fuente: FIBA
Criterios de clasificación: 1) Puntos; 2) Enfrentamientos directos; 3) Diferencia de puntos; 4) Puntos anotados.

## Equipos clasificados
| Equipo          | Método de clasificación                  | Fecha de clasificación   | Apariciones | Última | Mejor resultado              |
| --------------- | ---------------------------------------- | ------------------------ | ----------- | ------ | ---------------------------- |
| Finlandia       | Países anfitriones                       | 11 de diciembre de 2015  | 16          | 2015   | 6º lugar (1967)              |
| Israel          | Países anfitriones                       | 11 de diciembre de 2015  | 29          | 2015   | (1979)                       |
| Rumania         | Países anfitriones                       | 11 de diciembre de 2015  | 18          | 1987   | 5º lugar (1957)              |
| Turquía         | Países anfitriones                       | 11 de diciembre de 2015  | 24          | 2015   | (2001)                       |
| España          | Campeón del Eurobasket 2015              | 20 de septiembre de 2015 | 31          | 2015   | (2009, 2011, 2015)           |
| Lituania        | Subcampeón del Eurobasket 2015           | 20 de septiembre de 2015 | 14          | 2015   | (1937, 1939, 2003)           |
| Francia         | 3º en el Eurobasket 2015                 | 20 de septiembre de 2015 | 38          | 2015   | (2013)                       |
| Serbia          | 4º en el Eurobasket 2015                 | 20 de septiembre de 2015 | 6           | 2015   | (2009)                       |
| Grecia          | 5º en el Eurobasket 2015                 | 20 de septiembre de 2015 | 27          | 2015   | (1987, 2005)                 |
| Italia          | 6º en el Eurobasket 2015                 | 20 de septiembre de 2015 | 37          | 2015   | (1983, 1999)                 |
| República Checa | 7º en el Eurobasket 2015                 | 20 de septiembre de 2015 | 5           | 2015   | 7º lugar (2015)              |
| Letonia         | 8º en el Eurobasket 2015                 | 20 de septiembre de 2015 | 14          | 2015   | (1935)                       |
| Croacia         | 9º en el Eurobasket 2015                 | 20 de septiembre de 2015 | 13          | 2015   | (1993, 1995)                 |
| Rusia           | Campeón del Grupo C                      | 10 de septiembre de 2016 | 13          | 2015   | (2007)                       |
| Bélgica         | Campeón del Grupo A                      | 14 de septiembre de 2016 | 17          | 2015   | 4º lugar (1947)              |
| Eslovenia       | Campeón del Grupo E                      | 14 de septiembre de 2016 | 13          | 2015   | 4º lugar (2009)              |
| Hungría         | Campeón del Grupo G                      | 14 de septiembre de 2016 | 15          | 1999   | (1955)                       |
| Montenegro      | Top 4 de segundos clasificados (Grupo F) | 14 de septiembre de 2016 | 3           | 2013   | 13º lugar (2013)             |
| Alemania        | Campeón del Grupo B                      | 17 de septiembre de 2016 | 24          | 2015   | (1993)                       |
| Polonia         | Campeón del Grupo D                      | 17 de septiembre de 2016 | 28          | 2015   | (1963)                       |
| Georgia         | Campeón del Grupo F                      | 17 de septiembre de 2016 | 4           | 2015   | 11º lugar (2011)             |
| Islandia        | Top 4 de segundos clasificados (Grupo A) | 17 de septiembre de 2016 | 2           | 2015   | 24º lugar (2015)             |
| Ucrania         | Top 4 de segundos clasificados (Grupo E) | 17 de septiembre de 2016 | 8           | 2015   | 6º lugar (2013)              |
| Gran Bretaña    | Top 4 de segundos clasificados (Grupo G) | 17 de septiembre de 2016 | 4           | 2013   | 13º lugar (2009, 2011, 2013) |